# 陈倬
陈倬（1910年11月10日—1985年6月3日），字云昭，江苏金坛人。

## 生平
从国立交通大学毕业后至广东加入国民革命军，历任连长、营长。后留学日本，就读于日本陆军士官学校第二十三期步科。1932年回国后升任团长。抗日战争期间，参加中国远征军，任军务处少将处长，入缅甸作战。1945年任中国战区前进指挥所参谋长。抗战结束后，他与陆军总部副参谋长冷欣一同飞往南京参加日本受降大典。1947年出任甘肃省保安副司令。次年所部改为第247师后出任师长。1948年当选第一届国民大会代表，同年授予陆军少将。赴台后，曾在革命实践研究院、陆军指挥参谋学校等学习。后历任陆海空军联席会议秘书处主任、战略计划委同会委员、国民大会主席团主席等职。1985年逝世。

## 家庭
父陈权为前清举人。